# Farewell Song
Farewell Song è una compilation di Janis Joplin pubblicata nel 1982.

## Contenuti
Contiene performance dal vivo di Joplin insieme ai gruppi Big Brother and the Holding Company, Kozmic Blues Band e Full Tilt Boogie oltre ad outtake e a una versione in studio del brano One Night Stand registrata con la "Paul Butterfield Blues Band" che divenne un successo.
In fase di produzione le tracce originali sono state modificate sostituendo le registrazioni strumentali originali della band con nuove versioni suonate da musicisti in studio e sovraincidendo la voce di Joplin.

## Tracce
Lato A
1. Tell Mama – 5:43 (Marcus Daniel, Wilbur Terrell, Clarence Carter) – Registrato dal vivo il 26 giugno 1970 a Toronto (Canada) durante il Canadian Festival Express
2. Magic of Love – 2:52 (Mark Spoelstra) – Registrato dal vivo il 1º marzo 1968 al Grande Ballroom di Detroit, Michigan
3. Misery'n – 4:12 (Peter Albin, Sam Andrew, Dave Getz, James Gurley, Janis Joplin) – Registrato il 1º aprile 1968 al Columbia Studio E di New York City
4. One Night Stand – 3:04 (Barry Flast, Steve Gordon) – Registrato il 28 marzo 1970 al Columbia Studio D di Los Angeles
5. Harry – 0:56 (Peter Albin, Sam Andrew, Dave Getz, James Gurley, Janis Joplin) – Registrato nel giugno del 1968 al Columbia Studio E di New York City

Durata totale: 16:47
Lato B
1. Raise Your Hand – 3:40 (Eddie Floyd, Steve Cropper, Alvertis Isbell) – Registrato il 12 aprile 1969 a Francoforte, Germania Ovest
2. Farewell Song – 4:35 (Sam Andrew) – Registrato dal vivo il 13 aprile 1968 al Winterland di San Francisco
3. Medley – 2:33 (a) Brano tradizionale, arr. P. Albin, S. Andrew, D. Getz, J. Gurley, J. Joplin b) Robert Higginbottom) – Registrato dal vivo il 31 gennaio 1967 al The Matrix di San Francisco
4. Catch Me Daddy – 4:40 (Peter Albin, Sam Andrew, Dave Getz, James Gurley, Janis Joplin) – Registrato il 1º aprile 1968 al Columbia Studio E di New York City

Durata totale: 15:28

## Musicisti
Tell Mama
- Janis Joplin - voce
- John Till - chitarra
- Richard Bell - pianoforte
- Ken Pearson - organo
- Brad Campbell - basso
- Clark Pearson - batteria

Magic of Love, Misery'n, Harry, Farewell Song, Medley: Amazing Grace/Hi Hell Sneakers e Catch Me Daddy
- Janis Joplin - voce
- Sam Andrew - chitarra
- James Gurley - chitarra
- Peter Albin - basso
- Dave Getz - batteria

One Night Stand
- Janis Joplin - voce
- Paul Butterfield Blues Band

Raise Your Hand
- Janis Joplin - voce
- Sam Andrew - chitarra
- Richard Kermode - organo
- Brad Campbell - basso
- Roy Markowitz - batteria
- Cornelius Snooky Flowers - sassofono baritono
- Terry Clements - sassofono tenore
- Luis Gasca - tromba

Musicisti aggiunti
- Denny Sewell
- Chrissy Stewart
- Mick Weaver
- Elliot Mazer
- Roy Markowitz
- Peter Stroud
- Vinny De La Rocca